# Melinda Kostelac
Melinda Kostelac, hrvatska akademska grafičarka i sveučilišna profesorica iz Opatije
Rođena je u Rijeci.Diplomirala je na Pedagoškoj akademiji Sveučilišta u Rijeci specijalizirajući medij grafike u klasi Josipa Butkovića, kao profesor likovne kulture. Dobitnica je Rektorove nagrade za najbolje studente 1993. godine.
Magistrirala umjetnost grafike na ALU u Ljubljani 2005. godine i klasi znamenitog grafičara Lojze Logar. Doktorantica je doktorskog studija grafike na ALU Zagreb pod mentorstvom Dubravka Babić i Marcel Bačić. Izlaganjem započinje još za studentskih dana, od 1992. nadalje, isključivo grafike, ili prostorne grafičke instalacije.
Od ranog djetinjstva bilježi prve glazbene nastupe, dok kasnije bilježi i nekoliko glazbenih zapisa u suradnji s raznim glazbenicima (1982., Igor Kostelac; 1988. grupa "Ime"; 1994."Čestitke i aplauzi" Šajeta ˛&Capra D'Oro; 1994. "Majmuni i sjene" grupa The Stuff (Croatia Records); te naposljetku, 1997. "Uh!" s grupom Gipss (Croatia Records); 1997. "Ajmo Rijeka", Dallas Records i drugo.
Autorica je nekoliko publikacija koje se bave tematikama povijesnokulturne baštine Opatije i okolice. Knjige; "Povijest opatijskih kupališta" (2004., Udruga Plavo Zeleni; "Opatija", Divina Opatija, 2005. iz edicije Tetrakis, Zagreb, mnografija "Povijest liburnijskog vodovoda i odvodnje - 125 godina povijesti vodoopskrbe i 105 godina odvodnje na području Liburnije", 2009., Komunalac d.o.o. Opatija. 
Temeljem značajnog doprinosa kulturi putem umjetnosti i publikacija 2011. godine postaje laureatom godišnje nagrade za kulturu Grada Opatije.
2012. godine uvrštena je u treću knjigu o suvremenoj svjetskoj grafici autora Richard Noyce "Printmaking-Off The Beaten Track", publikacija dostupna putem www.amazon.com
Zaposlena u Rijeci na Akademiji primijenjenih umjetnosti u Rijeci gdje radi u svojstvu izvanredne profesorice i prodekanice za nastavu, studijske programe i studentska pitanja. Sudjelovala je na više od 200 međunarodnih izložbi i natječaja grafike u Hrvatskoj i inozemstvu, skupnih i samostalnih. Dobitnica je više nagrada za grafičku umjetnost. 
Svakim novim ciklusom svojih grafika nadovezuje se na prethodne zapise, tragove ljudskog, grafičkog, antropološkog, intimnog. Služi se raznim grafičkim tehnikama, ponajviše tehnikama dubokog tiska. Radovi sadrže inovativni pristup i predstavljaju sinergiju grafičkog i spisateljskog autorskog djela kao cjeline na kojeg se recentno nadovezuje i rad izveden u projekciji tehnologije virtualne realnosti.